# Puente de señales de la estación de Barcelona-Francia

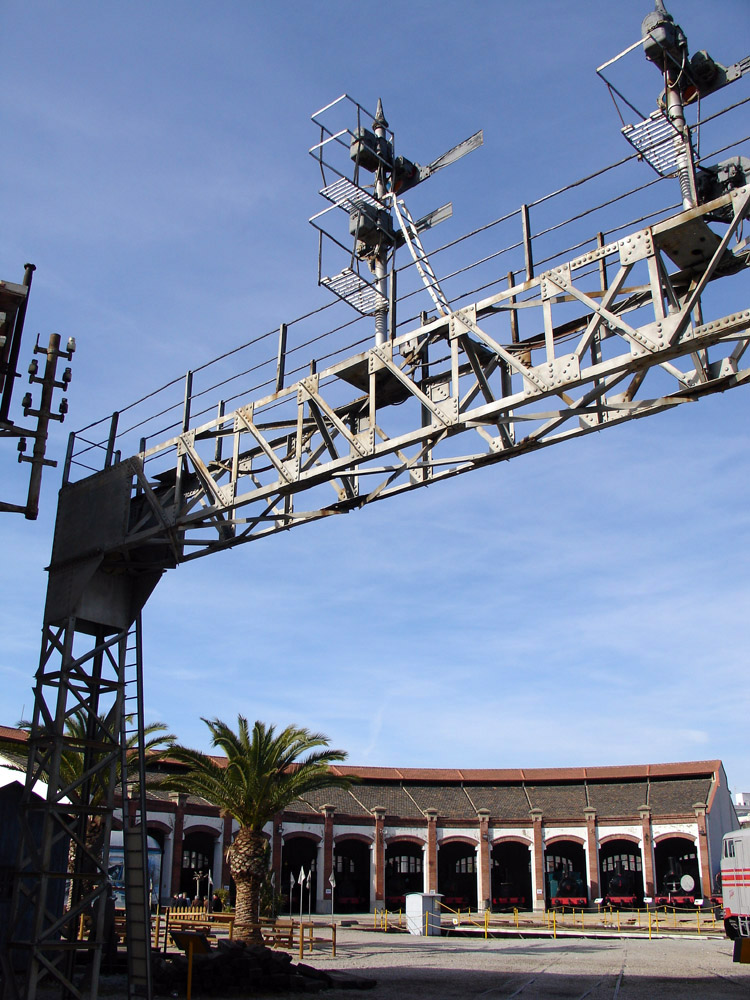

El antiguo puente de señales de la estación de Barcelona-Francia, que dio servicio a la estación desde el año 1929 hasta el 1989, se encuentra hoy día instalado en el Museo del Ferrocarril de Cataluña, en la localidad de Villanueva y Geltrú (Barcelona), como pieza destacada dentro de su colección de elementos de superestructura ferroviaria.

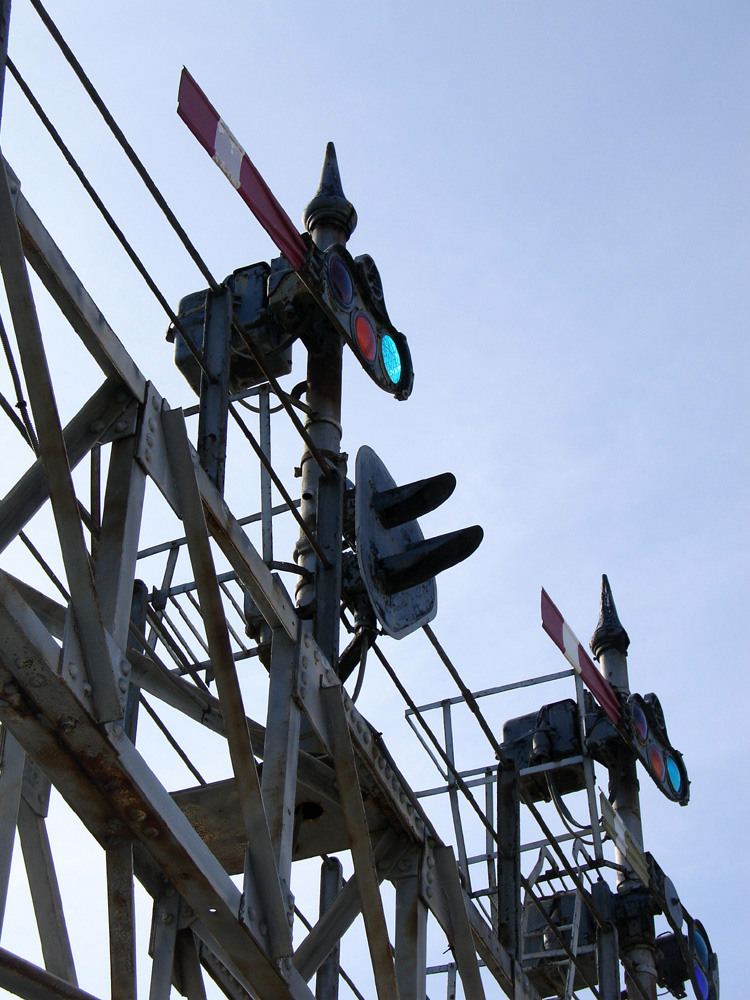

## La señalización ferroviaria
La señalización es uno de los elementos fundamentales para facilitar la seguridad de la circulación ferroviaria, especialmente a partir del momento en que la densidad del tráfico y el mayor número de vías hizo cada vez más compleja su gestión. El progresivo aumento de las circulaciones en la estación de Barcelona-Francia obligó a instalar a su entrada un puente se señales con tres semáforos. Un semáforo es un mástil dotado de una paleta o brazo articulado que puede adoptar varias indicaciones. Las señales ferroviarias han ido evolucionando progresivamente desde los sistemas manuales a los electrónicos actuales, pasando por los sistemas mecánicos y eléctricos. El brazo mecánico sustituyó al brazo del hombre, que fue el primer sistema utilizado en los albores del ferrocarril para indicar a los maquinistas que la línea estaba ocupada o libre, tarea encomendada a la denominada entonces policía de ferrocarriles. Los semáforos relegaron a los sistemas manuales en las tareas de parada y autorización de movimiento, aunque fueron utilizados principalmente para indicar la dirección que debían tomar los trenes en los desvíos.
El brazo mecánico comenzó siendo accionado a pie de mástil, pero pronto se utilizó un alambre para unir la señal con la estación más próxima y accionarlo a distancia. Además del sistema alámbrico, se utilizó también la transmisión rígida de barras, la hidráulica y la eléctrica. La compañía MZA fue la que más utilizó esta tipología de señales, que podía ofrecer tres posiciones: anuncio de parada (brazo inclinado 45°), alto (posición horizontal) y vía libre (vertical). Según aumentaban las necesidades de explotación, las señales se fueron haciendo más complejas, precisándose de sistemas múltiples como el de la estación de Francia, que resolvían el problema de la transmisión de órdenes e informaciones a los maquinistas, gobernados desde puestos de enclavamiento.

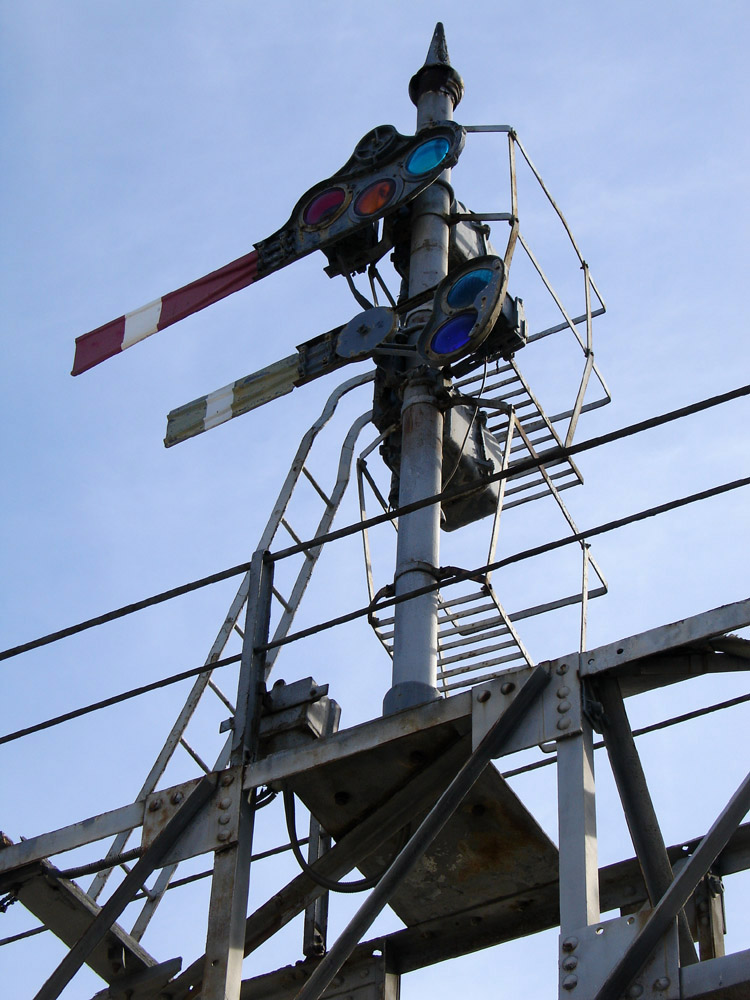

## Descripción e historia
En el caso del puente de señales de la estación de Francia, el semáforo de la izquierda corresponde a una señal de maniobras, el del centro es una señal de entrada, mientras que el semáforo de la derecha es también una señal de entrada, pero dotada de brazo de autorización de rebase. Fue construido en 1929 por la empresa norteamericana General Railway Signal-GRS para la compañía MZA e instalado en la bifurcación Don Carlos, en la línea Barcelona-Mataró. En 1989, con motivo de las obras de remodelación de la estación, relacionadas con la celebración de los Juegos Olímpicos de Barcelona, se desmontó junto con la mesa de enclavamientos que lo gobernaba y todo el conjunto fue trasladado al Museo del Ferrocarril de Cataluña, evitándose así su desguace.